# Bahamas i olympiska sommarspelen 1968
Bahamas deltog med 16 deltagare vid de olympiska sommarspelen 1968 i Mexico City. Ingen av landets deltagare erövrade någon medalj.